# 園部町埴生
園部町埴生（そのべちょうはぶ）は、京都府南丹市の地名。以前は、船井郡園部町埴生（2006年（平成18年）1月1日以前）、船井郡西本梅村埴生（1955年（昭和30年）以前）などと呼ばれていた。京都から丹波篠山を経由し山陰や播磨へとつながる街道沿いの集落。かつての宿場町の名残りをみることができる。

## 地理
埴生は、南丹市の南西部に位置する西本梅地区の本梅盆地にある。

### 河川
- 本梅川
淀川3次支流の一級河川。区内北部を流れる。園部川と合流し、大堰川、桂川、淀川となる。
  - 宮ノ谷川
淀川4次支流の準用河川。殿谷鬼谷を起点に南流し、本梅川右岸に合流する。
  - 蛇ヶ谷川
淀川4次支流の準用河川。区内東部を流れる。北流して本梅川と合流する。谷は傾斜がきつく、砂防指定地になっている。
  - 奈良ヶ谷川
  - 八田川
淀川4次支流の一級河川
    - 西埴生川
淀川5次支流の普通河川。西埴生集落から南八田までを流れて八田川に合流する。

### ため池
- 埴生大池 – 管理:受益者[8]。
- 倉谷池 – 管理:倉谷池水利組合[8]
- 幸助池 – 管理:幸助池水利組合
- 西植生1号池 – 管理:西埴生町委員会[8]
- 西植生2号池 – 管理:西埴生町委員会[8]

## 歴史

### 沿革
- 1889年（明治22年） - 西本梅村の大字となる[9]。
- 1955年（昭和30年） - 西本梅村が園部町に編入され園部町の大字となる[10]。
- 2006年（平成18年） - 4町合併による南丹市誕生に伴い、南丹市園部町埴生となる。

### 略年表
- 1873年（明治6年） – 埴生・殿谷・南八田・天引・大河内・法京・外6区（旧東本梅）組合の小学校「保恵館」が創設[11]
- 1873年（明治6年） – 埴生郵便局が埴生郵便取扱所として開局[12]
- 1898年（明治31年） – 埴生酒造合資会社設立[12]
- 1908年（明治41年） – 埴生尋常小学校を創立[11]
- 1912年（大正元年） – 埴生信用購買販売組合設立[12]
- 1962年（昭和37年） – 埴生簡易水道完成[12]
- 1965年（昭和40年） – 京都府道452号長谷八木線の三反田橋（本梅川）が完成[11]
- 1967年（昭和42年） – 京都府道長谷亀岡線の渡町橋（本梅川）が完成[11]
- 1972年（昭和47年） – にわとり塚古墳発掘調査で多数の須恵器が出土[11]
- 1975年（昭和50年） – 埴生文化センター開館[11]
- 1978年（昭和53年） – 埴生区公民館竣工式[11]
- 1980年（昭和55年） – 西本梅小学校跡地（埴生区内）に社会福祉法人あけぼの学園の施設建設計画があったが、反対意見があり白紙となる[13]。
- 1983年（昭和58年） – 十川産業株式会社の京都工場を誘致[14]
- 2002年（平成14年） – 埴生郵便局新局舎落成式[12]

### 近世以前
鎌倉時代、丹波国船井郡の村として埴生村の名が見える。1232年（寛喜4年）、「野口庄垣（埴）生村」の水田6町が宣陽門院から栂尾高山寺に寄進された。
江戸時代には、埴生村は園部藩領に属した。村高は『元禄郷帳』に628石余、『天保郷帳』に725石余、『旧高旧領取調帳』に710石余とある。
1814年4月2日（文化11年2月12日）、伊能忠敬の第8次測量隊本隊が、本陣野々口善助方と脇本陣塚脇重右衛門方に宿泊した。

## 伝承

### いわさきの狐
昔、埴生の出雲神社の下を流れる川沿いに道があった。その道に「いわさき」という切り通しがあり、そこに狐が棲みついていた。ある日、この狐は人間に化け、行商中の魚屋から魚を買った。それから狐は別人に姿を変えて何度も買い物を繰り返し、魚を全て買い占めた。その後、魚屋が売り上げを勘定すると、受け取った金は木の葉に変わっていたという。

### 古池の牛の声
西埴生の山の中に「古池」という池がある。ある夜、どこかの家で飼われていた牛が脱走して山の中へ入り込み、古池にはまって行方不明になった。それ以来、夜になると古池から「モーモー」と牛の鳴く声が聞こえるようになったという。

### 首の飛ぶ刀
昔、園部藩の殿様が埴生の村に泊まったことがあった。その時、殿様は一振りの刀を置いて帰ったが、この刀は抜いただけで必ず首が飛ぶというものだったので、家の者は絶対にこの刀を抜かないよう、大切に保存したという。

### にわとり塚
埴生の林岩というところに塚が2つならんである。この塚には、黄金の雄雌の鶏が一羽ずつ埋められていて、節分の晩になると、雄鶏の方が鳴く。このことを聞いてある男が掘りに行ったところ、近くの山から白羽の矢が飛んできて掘ることができなかったという。

## 人口と世帯数
2024年（令和6年）10月1日現在の人口と世帯数は以下の通りである。
|            | 人口  | 世帯数  |
| ---------- | ----- | ------- |
| 園部町埴生 | 259人 | 116世帯 |

### 人口の変遷
以下は、国勢調査による小地域集計が始まった1995年以降の人口の推移。
| 1995年（平成7年）  | 360人 | [ 21 ] |  |
| 2000年（平成12年） | 335人 | [ 22 ] |  |
| 2005年（平成17年） | 311人 | [ 23 ] |  |
| 2010年（平成22年） | 304人 | [ 24 ] |  |
| 2015年（平成27年） | 280人 | [ 25 ] |  |
| 2020年（令和2年）  | 261人 | [ 26 ] |  |

### 世帯数の変遷
以下は、国勢調査による小地域集計が始まった1995年以降の世帯数の推移。
| 1995年（平成7年）  | 110世帯 | [ 21 ] |  |
| 2000年（平成12年） | 108世帯 | [ 22 ] |  |
| 2005年（平成17年） | 105世帯 | [ 23 ] |  |
| 2010年（平成22年） | 104世帯 | [ 24 ] |  |
| 2015年（平成27年） | 104世帯 | [ 25 ] |  |
| 2020年（令和2年）  | 105世帯 | [ 26 ] |  |

## 交通

### 路線バス
- 京阪京都交通
  - 八田線 - 埴生バス停、西埴生バス停

### 道路
- 国道
  - 国道372号
- 府道
  - 京都府道452号長谷八木線

## 施設
- 埴生区公民館
- 埴生コミユニテイセンター
- 園部埴生文化センター
- 埴生区民広場
- ＮＡＮＴＡＮ交流の家
特定非営利活動法人使い捨て時代を考える会が所有する古民家で、都市と山村の交流拠点。
- 第2デイサービスセンター
社会福祉法人長生園が運営する要介護等高齢者の通所施設。

### かつて存在した施設
- 保恵館（1873年-1941年4月）
- 園部町立西本梅小学校（1955年4月-2006年1月）
- 南丹市立西本梅小学校（2006年1月-2015年3月）

## 社寺
- 出雲神社
- 秋葉神社
- 最福寺
園部町埴生中西にある曹洞宗の寺院。山号は本光山。船井郡観音霊場の第二十三番霊場。かつての埴生城の遺構を移築したと伝わる山門と、新築の堂宇が見られる。
  - 愚痴聞地蔵尊
最福寺境内（墓地横）にある地蔵尊。耳に手を当て、話を聞こうとする姿をしている。
- 西光寺
浄土真宗本願寺派の寺院。
- おきた地蔵・ねむた地蔵
埴生地区を通る篠山街道の東のはずれに並んで立つ二体の板地蔵。旅を急ぎ、朝に早起きしたい旅人は「おきた地蔵」に、深く眠り旅の疲れを取りたい旅人は「ねむた地蔵」に石を投げて願いをかけたと伝わる。近年は「石」ではなく、「硬貨」が投げられることが多い。この二体の地蔵を題材として「ねむた地ぞう おきた地ぞう」という小学生向けの演劇脚本が作られており[27]、それを演じた者が当地を訪れることがある。

## 史跡
- 埴生城
築城年代は不明だが、野々口左衛門尉親永によって築かれたと伝えられる[28]。親永の子[29]とも曽孫ともいわれる[30]野々口西蔵坊は、丹波攻略を行う織田信長の部将・明智光秀に従い、俗説では八上城主・波多野秀治との和平交渉に当たったとされている[31]。
- 雨乞岩
- 包丁池
- 野々口左衛門尉親永の碑
- 佐谷萬吉碑と名号石
- 鶏塚古墳
埴生集落の北東部、本梅川の河岸台地の縁辺部に二基の古墳がある。
  - 鶏塚古墳北古墳
径22m、高さ2.5mの円墳で中央部分に古い既掘坑がある。
  - 鶏塚古墳南古墳
径25mメートル、高さ2mで古い既掘坑がある。
- 円郷山鉱山（えんごやまこうざん）
戦前、鉄重石を対象にした小規模試掘が丹波帯Ⅰ型地層群に属する砕屑岩のなかの石英脈で行われた。石英脈は数本あり、鉄重石は葉片状や板状結晶で散在し、随伴鉱物として硫砒鉄鉱・黄銅鉱・黄鉄鉱・自然金・トパーズ・白雲母・蛍石などが産した[32]。

## 文化財
埴生にある指定および登録の文化財は次の通り。
美術工芸品
- 紙本金地著色吉野山図六曲屏風（最福寺） – 2017年（平成29年）9月29日、京都府暫定登録文化財

## 商店・工場など
- 京都・丹波の里 - 有人直売所。主な販売品目は野菜、花き類、果実、米、卵、加工食品、林産物。
- 讃岐うどん さか栄
- Cafe Le Jardin Pop
- 十割蕎麦 八稜 HACHISOBA
- ワールドエンジニアリング
- クリーニングショップ ユニーズ
- オート商会コバヤシ
- 平田酒造
- オカモトチップ工場
- 十川産業株式会社 京都工場
- 湯浅農園 - 平飼いの鶏舎

## その他

### 埴生断層
- 亀岡市宮前町から園部町天引までの約10kmに渡る活断層。
旧西本梅小学校前で露頭があったが、2018年に太陽光発電所が建設されて見ることができなくなった。消失前は、丹波山地を構成している中生代ジュラ紀の地層と、その上に重なる第四紀の礫層が断層で切られており、南側に約1ｍ落ちていた。

### キャラクター
- ハブちゃん
帽子が「ハブ」の形をしている人型のキャラクター。山と街道の案内人。埴生出身。苔に詳しいらしい[35]。
- ハブパラくん
埴生の輪郭をしたカピパラのような動物のキャラクター。 ハブちゃんの山の友達で、リスの食べ跡「エビボックリ」を見つけるのが得意という設定[35]。

### 日本郵便
- 郵便番号 : 622-0056[3]（集配局：園部郵便局[36]）。